# Урарту (футбольный клуб)
«Урарту» (арм. Ուրարտու) — армянский профессиональный футбольный клуб из Еревана. Основан в 1992 году в городе Абовян.

## Прежние названия
- 1992—1995: «Бананц» Котайк
- с 2001—2019: «Бананц» Ереван
- с 2019 — «Урарту» Ереван

## История

### «Бананц» Котайк
Клуб был основан 20 января 1992 года в городе Абовян (Котайкская область) армянским предпринимателем Саркисом Исраеляном и назван им в честь своего родного села Бананц (Баян) в Азербайджане. В первом же своём сезоне команда, ведомая Варужаном Сукиасяном, по итогам чемпионата вошла в тройку призёров. Лучший бомбардир клуба Ашот Барсегян с 34 мячами стал вторым в списке бомбардиров сезона. А завоевав Кубок Армении «Бананц» навечно вписал своё имя в армянском футболе как первобладатель данного трофея. Годом позже «Бананц» вновь финиширует в тройке лучших, и лавры лучшего бомбардира завоёвывает нападающий клуба Андраник Овсепян, но в кубке команда оступилась на стадии полуфинала. В последующем розыгрыше Кубка также не был преодолён барьер полуфинала, а в чемпионате команда закончила сезон пятом месте. 1995 году клуб настигает финансовый кризис и руководство области решает соединить две команды, которые представляют данную область «Котайк» и «Бананц» в «Котайк» Абовян. Место «Бананца» в чемпионате заняла команда «Котайк-2», которая в дальнейшем выделилась в самостоятельный клуб «Ереван».

### «Бананц» Ереван
В 2001 году клуб возрождается его основателем, теперь уже в Ереване, но под прежним названием. Клуб сразу входит в состав участников первенства в Премьер-лиге. В 2003 году произошло объединение клуба «Бананц» с клубом «Спартак» (Ереван), так как руководителем обоих клубов был Саркис Исраелян. Только возникла проблема названия будущей команды. В итоге нашли компромисс: какая команда выступит лучше в чемпионате, то название и получит будущий клуб. «Бананц» выступил лучше.

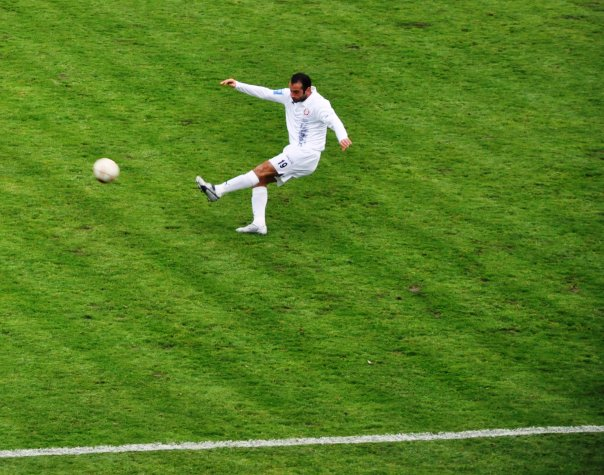
Егише Меликян — капитан клуба в 2007—2009 годах.

На сегодняшний момент клуб является одним из ведущих в стране и в сезоне 2013/2014 впервые стал чемпионом Армении. Также «Бананц», один из нескольких клубов страны имеет свой ДЮСШ, из которых выходят талантливые игроки, играющие как в Армении, так и за её пределами.

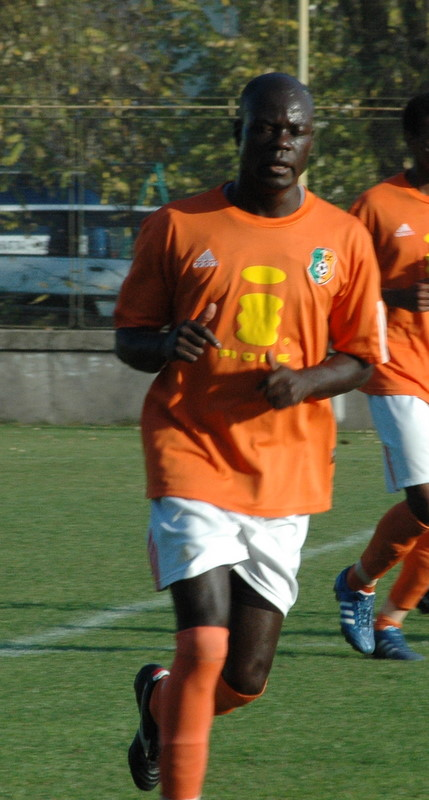
Ду Бала — лучший бомбардир клуба в 2010 году.

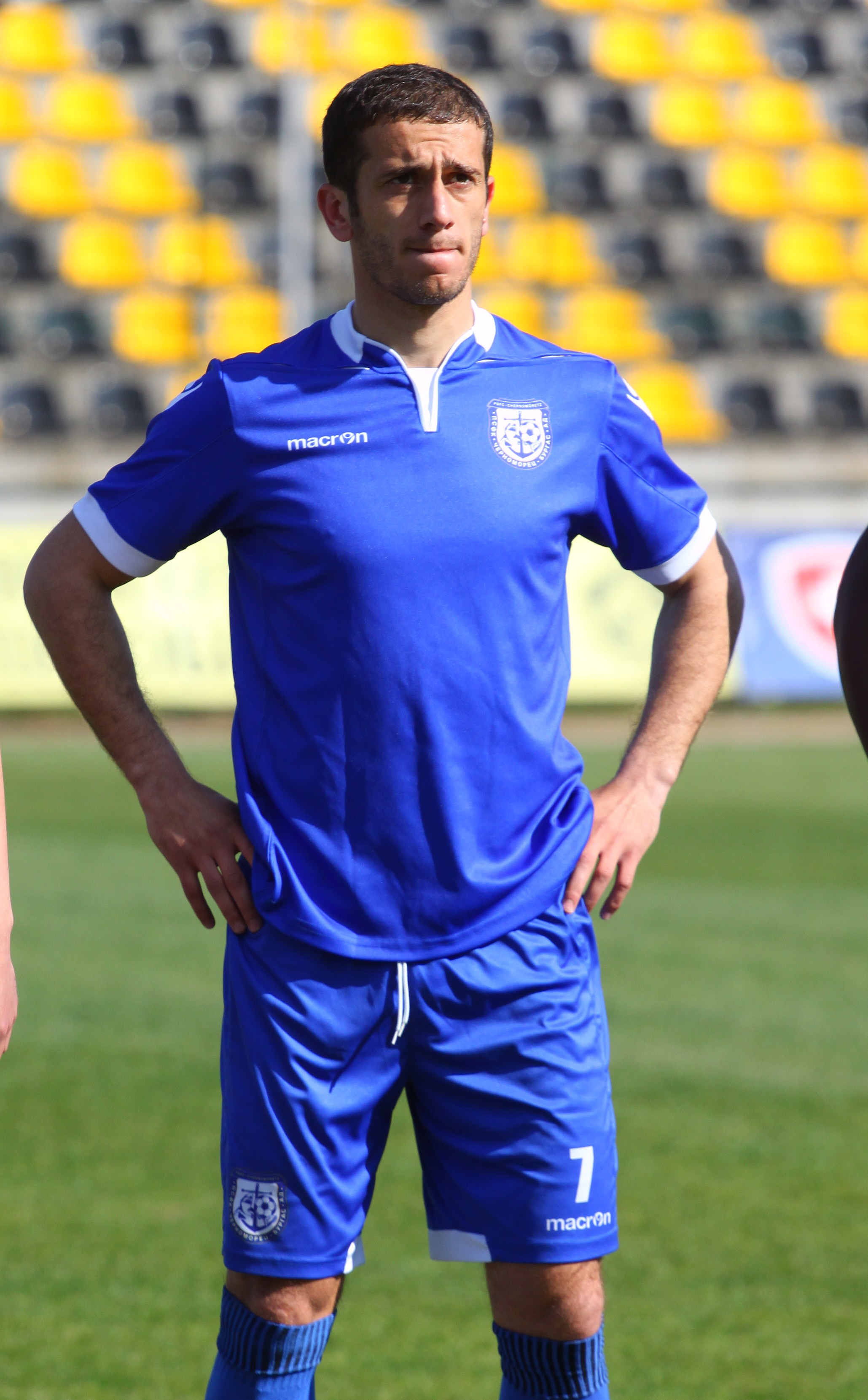
Самвел Мелконян — рекордсмен по количеству проведённых матчей за всю историю клуба.

В декабре 2009 года в Ереван прибыл Стевица Кузмановский, для переговоров с руководством клуба «Бананц». В январе 2010 года Кузмановский подписал контракт с ереванским клубом и с 11 числа начал руководить командой. В марте 2010 года, перед самым началом сезона, президент клуба Саркис Исраелян, озвучил планы на предстоящий сезон. В планы клуба вошли завоевание Кубкового трофея и завоевание золотых медалей чемпионата Армении. Однако «Бананц» в последнем шаге в обоих случаях спотыкался и оставался в стороне от золотых медалей. C «Бананцем» дошёл до финала кубка, где проиграл чемпиону Армении «Пюнику» — 0:4. Действующему чемпиону «Бананц» проиграл и в Суперкубке, а в чемпионате Армении, после долгого лидерства, за несколько туров до окончания чемпионата проиграл в очной борьбе тому же «Пюнику» 0:1, причём мяч пропущен был в добавленное время на 92-й минуте. Этот проигрыш фактически решил судьбу золотых медалей. Последующие матчи соперники выиграли, и гандикап между ними в одно очко сохранился. Таким образом «Бананц» и в чемпионате пропустил вперёд «Пюник». Цели достигнуты не были, но Стевица Кузмановский меж тем улучшил и игру и результаты команды. С этим специалистом «Бананц» вошёл в следующий сезон. В декабре 2010 года Саркис Исраелян озвучил стремления клуба к сокращению легионеров. Таким образом клуб после окончания чемпионата сразу покинули три легионера (Николай Николов, Дениран Ортега, Жуниор Карлос). Так же 2010 год был знаменателен тем, что был создан фан клуб Бананца — Proud Eagles, который начал поддерживать команду с середины чемпионата. 2011 год начался для «Бананца» неудовлетворительно. Команды неудачно выступила в полуфинале Кубка Армении, уступив «Мике» по сумме двух матчей, и вылетела из розыгрыша турнира. В первой четверти чемпионата «Бананц» выступил с низкими показателями, заняв 7 место с тремя очками после 7 туров. Это самый худший результат за всю историю клуба. Ввиду этих обстоятельств руководство клуба решило отстранить Кузмановского от занимаемой должности.
В 2022 году команду возглавил российский специалист Дмитрий Гунько. Сезон 2022/23 оказался триумфальным, команда стала чемпионом страны, а также стала обладателем кубка. В марте 2023 года контракт был продлён до июня 2026 года.

## Статистика выступлений

### Еврокубки
| Сезон   | Сезон   | Турнир                | Раунд                   | Соперник            | Дома | В гостях | Общий счёт    |  |
| ------- | ------- | --------------------- | ----------------------- | ------------------- | ---- | -------- | ------------- |  |
| 2003/04 | 2003/04 | Кубок УЕФА            | Первый отборочный раунд | Хапоэль Тель-Авив   | 1:2  | 1:1      | 2:3           |  |
| 2004/05 | 2004/05 | Кубок УЕФА            | Второй отборочный раунд | Ильичёвец           | 0:2  | 0:2      | 0:4           |  |
| 2005/06 | 2005/06 | Кубок УЕФА            | Первый отборочный раунд | Локомотив (Тбилиси) | 2:3  | 2:0      | 4:3           |  |
| 2005/06 | 2005/06 | Кубок УЕФА            | Второй отборочный раунд | Днепр               | 2:4  | 0:4      | 2:8           |  |
| 2006/07 | 2006/07 | Кубок УЕФА            | Первый отборочный раунд | Амери               | 1:2  | 1:0      | 2:2           |  |
| 2007/08 | 2007/08 | Кубок УЕФА            | Второй отборочный раунд | Янг Бойз            | 1:1  | 0:4      | 1:5           |  |
| 2008/09 | 2008/09 | Кубок УЕФА            | Первый отборочный раунд | Ред Булл Зальцбург  | 0:3  | 0:7      | 0:10          |  |
| 2009/10 | 2009/10 | Лига Европы УЕФА      | Первый отборочный раунд | Широки Бриег        | 0:2  | 1:0      | 1:2           |  |
| 2010/11 | 2010/11 | Лига Европы УЕФА      | Первый отборочный раунд | Анортосис           | 0:1  | 0:3      | 0:4           |  |
| 2011/12 | 2011/12 | Лига Европы УЕФА      | Первый отборочный раунд | Олимпи              | 0:1  | 1:1      | 1:2           |  |
| 2014/15 | 2014/15 | Лига чемпионов УЕФА   | Второй отборочный раунд | Санта-Колома        | 3:2  | 0:1      | 3:3           |  |
| 2016/17 | 2016/17 | Лига Европы УЕФА      | Второй отборочный раунд | Омония              | 0:1  | 1:4      | 1:5           |  |
| 2018/19 | 2018/19 | Лига Европы УЕФА      | Второй отборочный раунд | Сараево             | 1:2  | 0:3      | 1:5           |  |
| 2019/20 | 2019/20 | Лига Европы УЕФА      | Первый отборочный раунд | Чукарички           | 0:5  | 0:3      | 0:8           |  |
| 2021/22 | 2021/22 | Лига конференций УЕФА | Первый отборочный раунд | Марибор             | 0:1  | 0:1      | 0:2           |  |
| 2023/24 | ЛЧ      | Лига чемпионов УЕФА   | Первый отборочный раунд | Зриньски            | 0:1  | 3:2      | 3:3, пен. 2:3 |  |
| 2023/24 | ЛК      | Лига конференций УЕФА | Второй отборочный раунд | Фарул               | 2:3  | 2:3      | 4:6           |  |
| 2024/25 | 2024/25 | Лига конференций УЕФА | Первый отборочный раунд | Калев               | 2:0  | 2:1      | 4:1           |  |
| 2024/25 | 2024/25 | Лига конференций УЕФА | Второй отборочный раунд | Баник               | 0:2  | 1:5      | 1:7           |  |
| 2025/26 | 2025/26 | Лига конференций УЕФА | Первый отборочный раунд | Неман               | 1:2  | 0:5      | 1:7           |  |

| Турнир                   | Игры | Победы | Ничьи | Поражения | Голов забито | Голов пропущено |
| ------------------------ | ---- | ------ | ----- | --------- | ------------ | --------------- |
| Лига чемпионов УЕФА      | 4    | 2      | 0     | 2         | 6            | 6               |
| Кубок УЕФА / Лига Европы | 26   | 3      | 3     | 20        | 15           | 61              |
| Лига конференций УЕФА    | 10   | 2      | 0     | 8         | 10           | 23              |
| Итого                    | 40   | 7      | 3     | 30        | 31           | 90              |

### Крупнейшие победы и поражения
Самые крупные победы:
В чемпионате Армении:
- «Бананц» — «Киликия» — 12:0 (1992 год)
- «Бананц» — «Касах» — 13:1 (1994 год)

В кубке Армении:
- «Бананц» — «Абовян» — 15:0 (2005 год)

В европейских кубках:
- «Локомотив» Тбилиси (Грузия) — «Бананц» — 0:2 (2005/2006).
- «Таллина Калев» (Эстония) — «Урарту» — 0:2 (2024/2025).

Самые крупные поражения:
В чемпионате Армении:
- «Бананц» — «Киликия» — 1:5 (1994 год)
- «Котайк» — «Бананц» — 4:0 (1994 год)
- «Мика» — «Бананц» — 4:0 (2004 год)
- «Пюник» — «Бананц» — 5:1 (2007 год)
- «Мика» — «Бананц» — 4:0 (2010 год)

В кубке Армении:
- «Бананц» — «Пюник» — 0:4 (2010 год)

В европейских кубках:
- «Зальцбург» (Австрия) — «Бананц» — 7:0 (2008/09 год)

## Достижения

### Национальные чемпионаты
Чемпионат Армении
- Чемпион (2): 2013/14, 2022/23
- Серебряный призёр (5): 2003, 2006, 2007, 2010, 2017/18
- Бронзовый призёр (7): 1992, 1993, 2002, 2004, 2005, 2018/19, 2020/21, 2024/25

Кубок Армении
- Обладатель (4): 1992, 2007, 2015/16, 2022/23
- Финалист (7): 2003, 2004, 2008, 2009, 2010, 2021/22, 2023/24

Суперкубок Армении
- Обладатель (1): 2014
- Финалист (6): 2005, 2008, 2010, 2011, 2016, 2023

### Достижения игроков

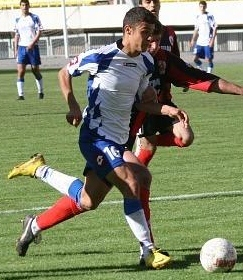
Вальтер Погосян (Лучший молодой игрок и открытие сезона 2010)

- Лучшие бомбардиры сезона:
  - 1993 — Андраник Овсепян (26)
  - 2003 — Ара Акопян (45)
  - 2006 — Арам Акопян (25)
  - 2011 — Бруну Корреа (16)
- Лучшие футболисты года:
  - 2003 — Ара Акопян
  - 2005 — Арам Акопян
- Лучшие молодые футболисты:
  - 2010 — Вальтер Погосян
- Открытие года:
  - 2010 — Вальтер Погосян

## Рекордсмены клуба
Данные на 26 июня 2011 года
| По количеству матчей |       |
| Игрок                | Матчи |
| Самвел Мелконян      | 172   |
| Арарат Аракелян      | 147   |
| Арсен Балабекян      | 134   |
| Карен Симонян        | 127   |
| Ромео Дженебян       | 118   |
| Арам Барегамян       | 114   |
| Саркис Карапетян     | 100   |
| Ваан Арзуманян       | 98    |
| Арам Акопян          | 94    |
| Ашот Барсегян        | 84    |
| Гагик Дагбашян       | 83    |
| Карен Микаелян       | 83    |
| Эдуард Какосян       | 82    |
| Оганес Григорян      | 81    |

| Игрок            | Голы |
| ---------------- | ---- |
| Арам Акопян      | 62   |
| Андраник Овсепян | 56   |
| Ашот Барсегян    | 54   |
| Самвел Мелконян  | 53   |
| Ара Акопян       | 45   |
| Самвел Костандян | 41   |
| Карен Микаелян   | 37   |
| Арсен Балабекян  | 36   |
| Ара Нигоян       | 31   |
| Бруно Корреа     | 16   |

## Главные тренеры клуба
|                      | Страна                  | Период                  |
| -------------------- | ----------------------- | ----------------------- |
| Варужан Сукиасян     | Армения                 | 1992—1994               |
| Армен Гюльбудагянц   | Армения                 | 2001—2003               |
| Вазген Айрапетян     | Армения                 | 2003                    |
| Оганес Заназанян     | Армения                 | 2003—2005               |
| Ашот Барсегян        | Армения                 | 2005—2006               |
| Николай Киселёв      | Россия                  | 2006—2007               |
| Ян Поштулка          | Чехия                   | 2007                    |
| Николай Костов       | Болгария                | 2007—2008               |
| Неделчо Матушев      | Болгария                | 2008                    |
| Ким Сплисбоэль       | Дания                   | 2008                    |
| Армен Гюльбудагянц   | Армения                 | 2008—2009               |
| Ашот Барсегян        | Армения                 | 2009—2010 (и. о.)       |
| Стевица Кузмановский | Флаг Северной Македонии | 2010—2011               |
| Рафаэль Назарян      | Армения                 | 2011—2013               |
| Владимир Пятенко     | Украина                 | 2013                    |
| Жолт Хорняк          | Словакия                | 2013—2015               |
| Арам Восканян        | Армения                 | 2015                    |
| Тито Рамальо         | Испания                 | 2015—2016               |
| Артур Восканян       | Армения                 | 2016—2017               |
| Арам Восканян        | Армения                 | 2017—2018               |
| Ильшат Файзулин      | Россия                  | 2018—2019               |
| Александр Григорян   | Россия                  | 25.11.2019 — март 2021  |
| Роберт Арзуманян     | Флаг Армении            | март 2021 — июнь 2022   |
| Дмитрий Гунько       | Россия                  | 27.06.2022 — 18.06.2025 |
| Роберт Арзуманян     | Флаг Армении            | с 19 июня 2025          |

## Президенты клуба
| Президент       | Период    |
| --------------- | --------- |
| Саркис Исраелян | 1992—1995 |
| Эдуард Мадатян  | 2001—2002 |
| Саркис Исраелян | 2002—2013 |
| Грач Агабекян   | с 2016    |

## Фарм-клубы
Резервные команды клуба: «Урарту-2», до сезона-2019/20 назывался «Бананц-2» (с 2007 года играет в Первой лиге, победитель — 2013/14, 2016/17, серебряный призёр — в 2010, 2014/15, бронзовый призёр — 2008, 2015/16, 2018/19) и «Бананц-3» (в Первой лиге играл в сезонах 2009, 2013/14 и 2018/19).